# Eleição municipal de Goiânia em 2004
A eleição municipal de Goiânia em 2004 ocorreu entre 3 de outubro e 30 de outubro. O prefeito era Pedro Wilson Guimarães do PT, que tentou a reeleição. O prefeito eleito foi Iris Rezende.
do PMDB, que venceu o atual prefeito no segundo turno.

## Candidatos
| Cor de Campanha | Nº | Candidato(a) a prefeito | Candidato(a) a prefeito                         | Candidato(a) a vice-prefeito | Candidato(a) a vice-prefeito                                           | Coligação |
| --------------- | -- | ----------------------- | ----------------------------------------------- | ---------------------------- | ---------------------------------------------------------------------- | --- |
|                 | 11 |                         | Sandes Júnior (PP) João Sandes Júnior           |                              | João Campos (PSDB) João Campos de Araújo                               | Goiânia do Futuro - Partido Progressista (PP) - Partido da Social Democracia Brasileira (PSDB) - Partido Social Liberal (PSL) - Partido Trabalhista Nacional (PTN) - Partido Popular Socialista (PPS) - Partido dos Aposentados da Nação (PAN) - Partido da Social Democrata Cristão (PSDC) - Partido Renovador Trabalhista Brasileiro (PRTB) - Partido Humanista da Solidariedade (PHS) - Partido Socialista Brasileiro (PSB) - Partido Republicano Progressista (PRP) |
|                 | 12 |                         | Isaura Lemos (PDT) Maria Isaura Lemos           |                              | Leonardo Zumpichiatti (PDT) Leonardo Zumpichiatti de Campani Rodrigues | Sem coligação - Partido Democrático Trabalhista (PDT) |
|                 | 13 |                         | Pedro Wilson (PT) Pedro Wilson Guimarães        |                              | Misael Oliveira (PTB) Misael Pereira de Oliveira                       | Trabalho e Confiança - Partido dos Trabalhadores (PT) - Partido Trabalhista Brasileiro (PTB) - Partido Comunista Brasileiro (PCB) - Partido da Mobilização Nacional (PMN) - Partido Comunista do Brasil (PCdoB) - Partido Trabalhista do Brasil (PTdoB) |
|                 | 15 |                         | Iris Rezende (PMDB) Iris Rezende Machado        |                              | Waldivino Oliveira (PMDB) Valdivino José de Oliveira                   | Goiânia: Ação e Participação - Partido do Movimento Democrático Brasileiro (PMDB) - Partido Social Cristão (PSC) - Partido de Reedificação da Ordem Nacional (PRONA) |
|                 | 16 |                         | Rubens Donizzeti (PSTU) Rubens Donizzeti Pires  |                              | Gibran Ramos (PSTU) Gibran Ramos Jordão                                | Sem coligação - Partido Socialista dos Trabalhadores Unificado (PSTU) |
|                 | 22 |                         | Darci Accorsi (PL) Darci Accorsi                |                              | Jociene Ferreira (PL) Jociene Pereira Ferreira                         | Sem coligação - Partido Liberal (PL) |
|                 | 25 |                         | Rachel de Azeredo (PFL) Rachel de Azeredo Souza |                              | Coronel Efigênio (PFL) Divino Efigênio de Almeida                      | Sem coligação - Partido da Frente Liberal (PFL) |
|                 | 36 |                         | Rannieri Lopes (PTC) Rannieri Cavalcante Lopes  |                              | Rogério Paz (PTC) Rogério Paz Lima                                     | Sem coligação - Partido Trabalhista Cristão (PTC) |

## Resultados da eleição

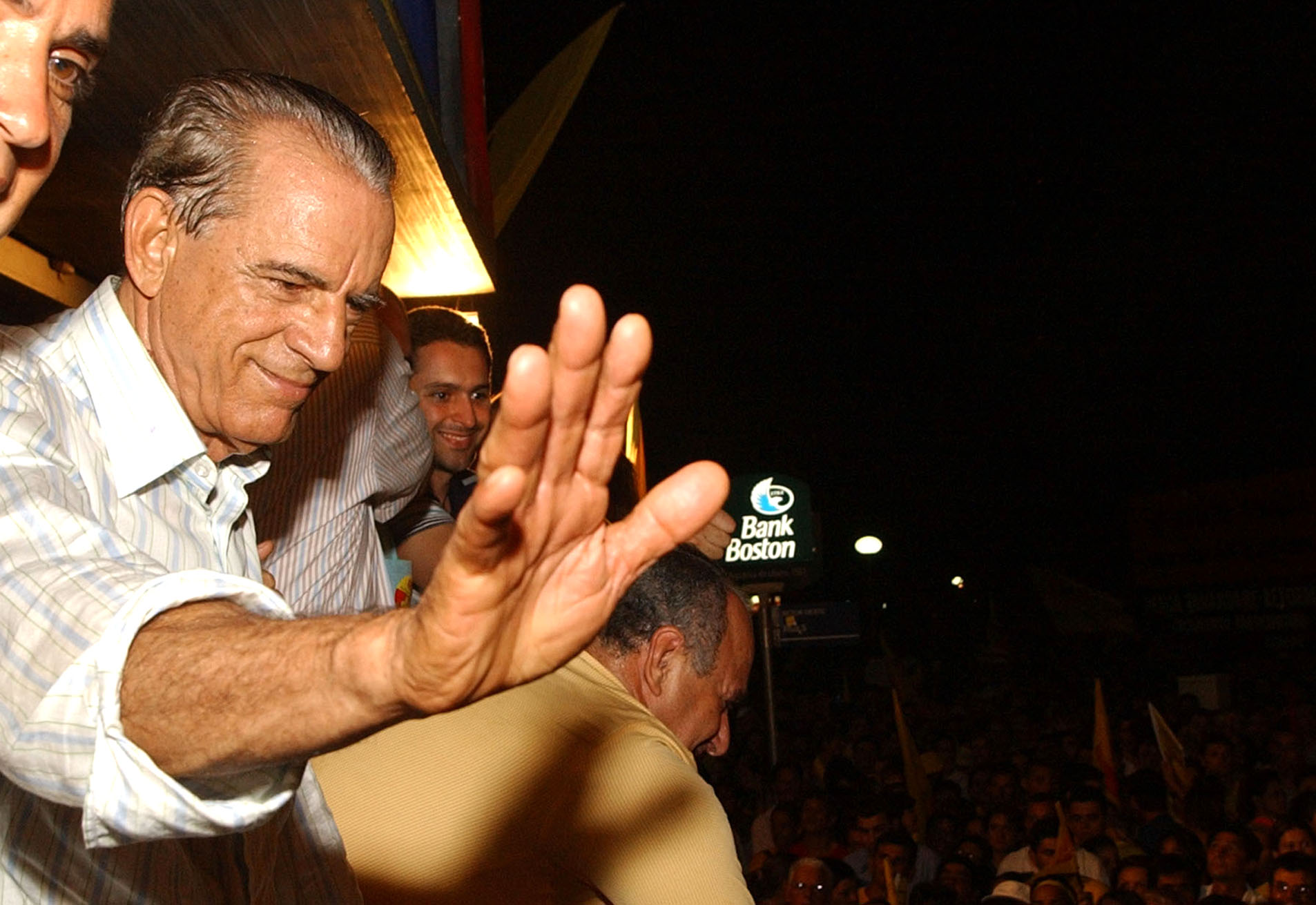
Iris Rezende, prefeito eleito de Goiânia comemora sua vitória na Praça Tamandaré, na madrugada de 1.º de novembro de 2004.

Iris Rezende retornou à chefia da prefeitura municipal de Goiânia, com 56.71% dos votos em segundo turno.
| Candidato(a)                | Vice                        | 1º Turno 3 de outubro de 2004 | 1º Turno 3 de outubro de 2004 | 2º Turno 31 de outubro de 2004 | 2º Turno 31 de outubro de 2004 |
| Candidato(a)                | Vice                        | Votação                       | Votação                       | Votação                        | Votação                        |
| Candidato(a)                | Vice                        | Total                         | Porcentagem                   | Total                          | Porcentagem                    |
| --------------------------- | --------------------------- | ----------------------------- | ----------------------------- | ------------------------------ | ------------------------------ |
| Iris Rezende (PMDB)         | Waldivino Oliveira (PMDB)   | 299.912                       | 47,47%                        | 349.133                        | 56,71%                         |
| Pedro Wilson Guimarães (PT) | Misael Oliveira (PTB)       | 145.503                       | 23,03%                        | 266.541                        | 43,29%                         |
| Sandes Júnior (PP)          | João Campos (PSDB)          | 118.334                       | 18,73%                        | Não participaram               | Não participaram               |
| Darci Accorsi (PL)          | Jociene Ferreira (PL)       | 28.514                        | 4,51%                         | Não participaram               | Não participaram               |
| Rachel de Azeredo (PFL)     | Coronel Efigênio (PFL)      | 22.341                        | 3,54%                         | Não participaram               | Não participaram               |
| Isaura Lemos (PDT)          | Leonardo Zumpichiatti (PDT) | 10.977                        | 1,74%                         | Não participaram               | Não participaram               |
| Rannieri Lopes (PTC)        | Rogério Paz (PTC)           | 3.915                         | 0,62%                         | Não participaram               | Não participaram               |
| Rubens Donizzeti (PSTU)     | Gibran Ramos (PSTU)         | 2.293                         | 0,36%                         | Não participaram               | Não participaram               |
| Total de votos válidos      | Total de votos válidos      | 631.789                       | 100,00%                       | 615.674                        | 100,00%                        |
| Votos apurados              |                             |                               |                               |                                |                                |
| Votos válidos               | Votos válidos               | 631.789                       | 94,34%                        | 615.674                        | 96,38%                         |
| Votos em branco             | Votos em branco             | 10.857                        | 1,62%                         | 6.372                          | 1,00%                          |
| Votos nulos                 | Votos nulos                 | 27.061                        | 4,04%                         | 16.756                         | 2,62%                          |
| Total de votos apurados     | Total de votos apurados     | 669.707                       | 100,00%                       | 638.802                        | 100,00%                        |
| Eleitores                   |                             |                               |                               |                                |                                |
| Comparecimento              | Comparecimento              | 669.707                       | 84,65%                        | 638.802                        | 80,74%                         |
| Abstenções                  | Abstenções                  | 121.443                       | 15,35%                        | 152.348                        | 19,26%                         |
| Total de eleitores          | Total de eleitores          | 791.150                       | 100,00%                       | 791.150                        | 100,00%                        |

### Vereadores eleitos[2]
| Candidato(a)             | Partido   | Votação      |
| ------------------------ | --------- | ------------ |
| PASTOR FABIO SOUSA       | (PSDB)    | 9.374; 1,48% |
| MARINA                   | (PT)      | 8.328; 1,32% |
| PR RUSEMBERGUE           | (PSDB)    | 8.195; 1,29% |
| JACYRA                   | (PP)      | 7.050; 1,11% |
| MAURICIO BERALDO         | (PSDB)    | 6.993; 1,1%  |
| PEDRO AZULAO JUNIOR      | (PPS)     | 6.851; 1,08% |
| CLÉCIO ANTONIO ALVES     | (PT)      | 6.796; 1,07% |
| TULIO ISAC               | (PSDB)    | 6.695; 1,06% |
| ANSELMO PEREIRA          | (PSDB)    | 6.231; 0,98% |
| AMARILDO PEREIRA         | (PSDB)    | 5.950; 0,94% |
| GEOVANI                  | (PSDB)    | 5.921; 0,94% |
| JUAREZ LOPES             | (PSDC)    | 5.451; 0,86% |
| SAMUEL BELCHIOR          | (PSDC)    | 5.395; 0,85% |
| LUCIANO PEDROSO          | (PPS)     | 5.350; 0,8%  |
| RUY ROCHA                | (PMDB)    | 5.317; 0,84% |
| BRUNO PEIXOTO            | (PT do B) | 5.094; 0,8%  |
| PROF WANDERLAN           | (PSDB)    | 5.018; 0,79% |
| PAULO BORGES             | (PPS)     | 4.858; 0,77% |
| MILTON MERCEZ            | (PP)      | 4.732; 0,75% |
| DEIVISON COSTA           | (PT do B) | 4.711; 0,74% |
| CIDA GARCEZ              | (PSB)     | 4.609; 0,73% |
| HUMBERTO AIDAR           | (PT)      | 4.567; 0,72% |
| CLÁUDIO MEIRELLES        | (PL)      | 4.438; 0,7%  |
| ABDIEL ( UM AMIGO FIEL ) | (PMDB)    | 4.385; 0,69% |
| JOSUÉ GOUVEIA            | (PTC)     | 4.264; 0,67% |
| MIZAIR LEMES             | (PT do B) | 4.135; 0,65% |
| PAULO CEZAR MARTINS      | (PMDB)    | 4.042; 0,64% |
| DJALMA ARAUJO            | (PT)      | 3.850; 0,61% |
| HELIO DE BRITO           | (PFL)     | 3.745; 0,59% |
| IZIDIO ALVES             | (PTN)     | 3.570; 0,56% |
| EULER IVO                | (PDT)     | 3.458; 0,55% |
| CIDINHA                  | (PT)      | 3.407; 0,54% |
| SERJÃO                   | (PT)      | 2.899; 0,46% |
| ELIAS VAZ                | (PV)      | 2.597; 0,41% |
| NELSON FERREIRA          | (PSB)     | 2.588; 0,41% |
| ROBSON ALVES             | (PTC)     | 2.536; 0,4%  |